# Reinhold von Anrep-Elmpt

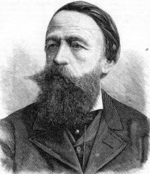

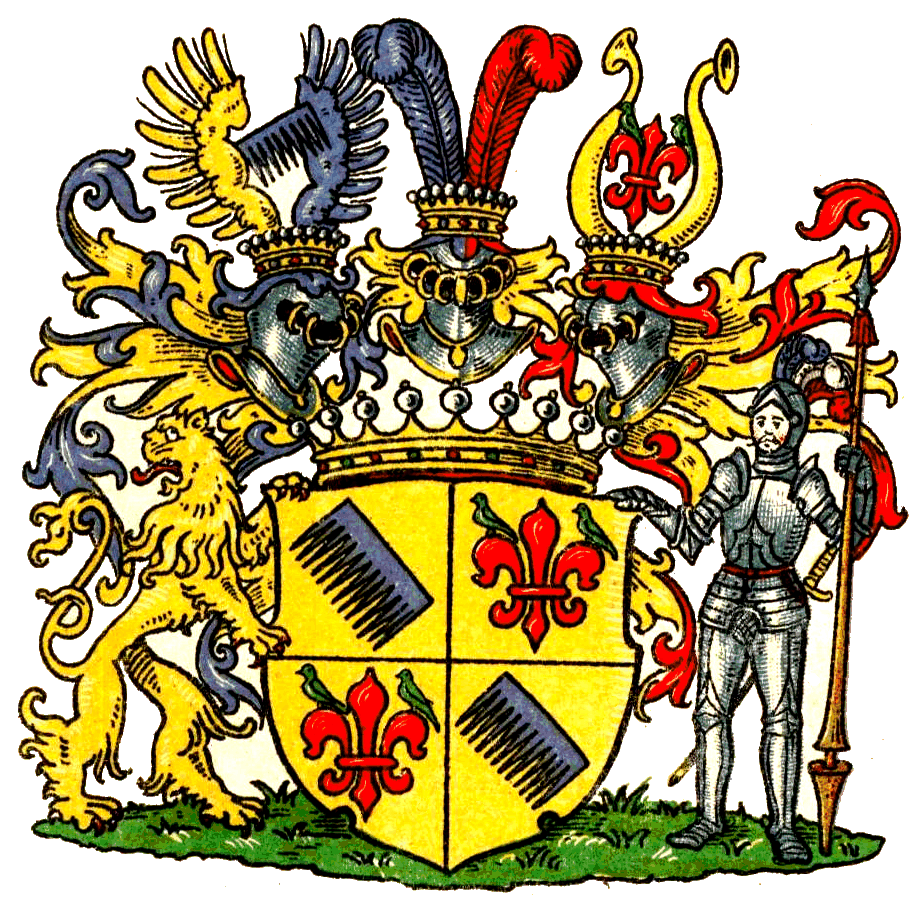
Gräfliches Wappen Anrep-Elmpt (1853)

Herrenhaus Kerstenshof (2005)

Reinhold Philipp Johann von Anrep-Elmpt (russisch Роман Иосифович Анреп-Эльмпт; * 30. Januar 1834 in Kursk; † 26. August 1888 in Siam) war ein deutsch-baltischer Offizier in kaiserlich russischen Diensten und Forschungsreisender.

## Leben
Reinhold Graf von Anrep-Elmpt entstammte dem deutsch-baltischen Adelsgeschlecht Anrep. Er war der älteste Sohn des kaiserlich russischen Offiziers, zuletzt General der Kavallerie, Joseph Karl Anrep-Elmpt, und dessen Frau Cäcilie Philippine, geb. Gräfin von Elmpt (1812–1892), Hofmeisterin der Zarin Alexandra.
Anrep-Elmpt wuchs in Riga und St. Petersburg auf. Er begann wie sein Vater seine Laufbahn in der Armee beim Pagenkorps in St. Petersburg und wurde schließlich Kammerpage, bevor er 1854 als Kornett zum Chevalier-Garde-Regiment kam. 1854–55 war er im Krimkrieg und verließ das Militär 1858 im Range eines Rittmeisters. Bis 1870 widmete er sich als Landwirt seinem Gut im livländischen Kerstenhof, heute Estland. Die weiteren Jahre widmete er seiner Leidenschaft für ethnographische Forschung und verbrachte sie als Forschungsreisender, wobei er von 1878 bis 1881 und erneut 1882 in Australien war. Später bereiste er Ostindien, China, Japan, Kalifornien, Zentral- u. Südamerika, Kambodscha und Siam. Anrep-Elmpt verstarb mit 54 Jahren im Dorf Main-Ling-Gyll in Siam, dem heutigen Thailand, an einem bösartigen Fieber. Mit seinem Tod erlosch der gräfliche Zweig der von Anrep-Elmpt.
Anrep-Elmpt war ab 1858 verheiratet mit Leontine von Tenner (1838–1910), Tochter des kaiserlich russischen Generals der Infanterie Carl Friedrich Tenner. Diese Ehe wurde 1862 geschieden. In zweiter Ehe war er ab 1866 verheiratet mit Freiin Helene von Stackelberg aus dem Hause Thomel (1845–1930).

## Werke
- Von der Spitze des Großglockners auf die sieben Sandhügel am See Francisco. Mellin & Neldner, Riga 1882.
- Die Sandwich-Inseln oder das Inselreich von Hawaii. Wilhelm Friedrich, Leipzig 1885. (Volltext im Projekt Gutenberg)
- Australien, Eine Reise durch den ganzen Welttheil. 3 Bände. Wilhelm Friedrich, Leipzig 1886.
- Reise um die Welt, Beschreibung von Land und Meer, nebst Sitten und Kulturschilderungen mit besonderer Berücksichtigung der Tropennatur. Greßner & Schramm, Leipzig 1887.